# Kunduz (huyện)
Kunduz là một huyện thuộc tỉnh Kondoz, Afghanistan. Dân số thời điểm năm 1999 là 240,734 người.